# Longitarsus jacobaeae
Longitarsus jacobaeae är en skalbaggsart som först beskrevs av Waterhouse 1858.  Longitarsus jacobaeae ingår i släktet Longitarsus och familjen bladbaggar. Arten är reproducerande i Sverige. Inga underarter finns listade i Catalogue of Life.